# Karin Alvtegen
Karin Anna Alvtegen (født 8. juni 1965 i Huskvarna) er en svensk forfatter.
Hun modtog litteraturprisen Glasnøglen i 2001 for sin kriminalroman Savnet (2000). Hendes bøger er oversat til omkring 20 sprog.

## Liv og karriere
Karin Alvtegen blev født i Huskvarna, en forstad til Jönköping den 8. juni 1965. Inden sin debut som forfatter arbejdede hun som rekvisitør og var også manuskriptforfatter på tv-serien Rederiet (1992-2002). I dag er hun primært romanforfatter.
Hun udgav sin første roman Skuld i 1998 og har også skrevet krimierne Savnet (2000), Bedrag (2003) og Skam (2005). Alle bøger er udgivet på forlaget Natur & Kultur.
Alvtegen udgav i 2010 bogen En sandsynlig historie, som handler om et parforhold, fordomme og kærlighed med dybt menneskelige følelser. Hun har derudover skrevet Fjärilseffekten (på dansk: Sommerfugleeffekten), der udkom i 2013 på Brombergs bokförlag.

## Privatliv
Karin Alvtegen er grandkusine til den nu afdøde børnebogsforfatter Astrid Lindgren. Hendes morfar var Lindgrens storebror Gunnar Ericsson (1906-1974), der blandt andet var medlem af Centerpartiet.
Alvtegen er gift med musikeren Mikael Nord Andersson og har to sønner. Parret er bosat i Ystad.
Alvtegen lider af Kronisk træthedssyndrom og blev diagnosticeret for sygdommen i 2013. Hun meddelte i 2017 at hun ville holde en pause fra at skrive romaner. Sammen med journalisten Karin Thunberg udgav hun i 2019 selvbiografien Osynligt sjuk, der beskriver, hvordan det er at leve med sygdommen.